# Chupa

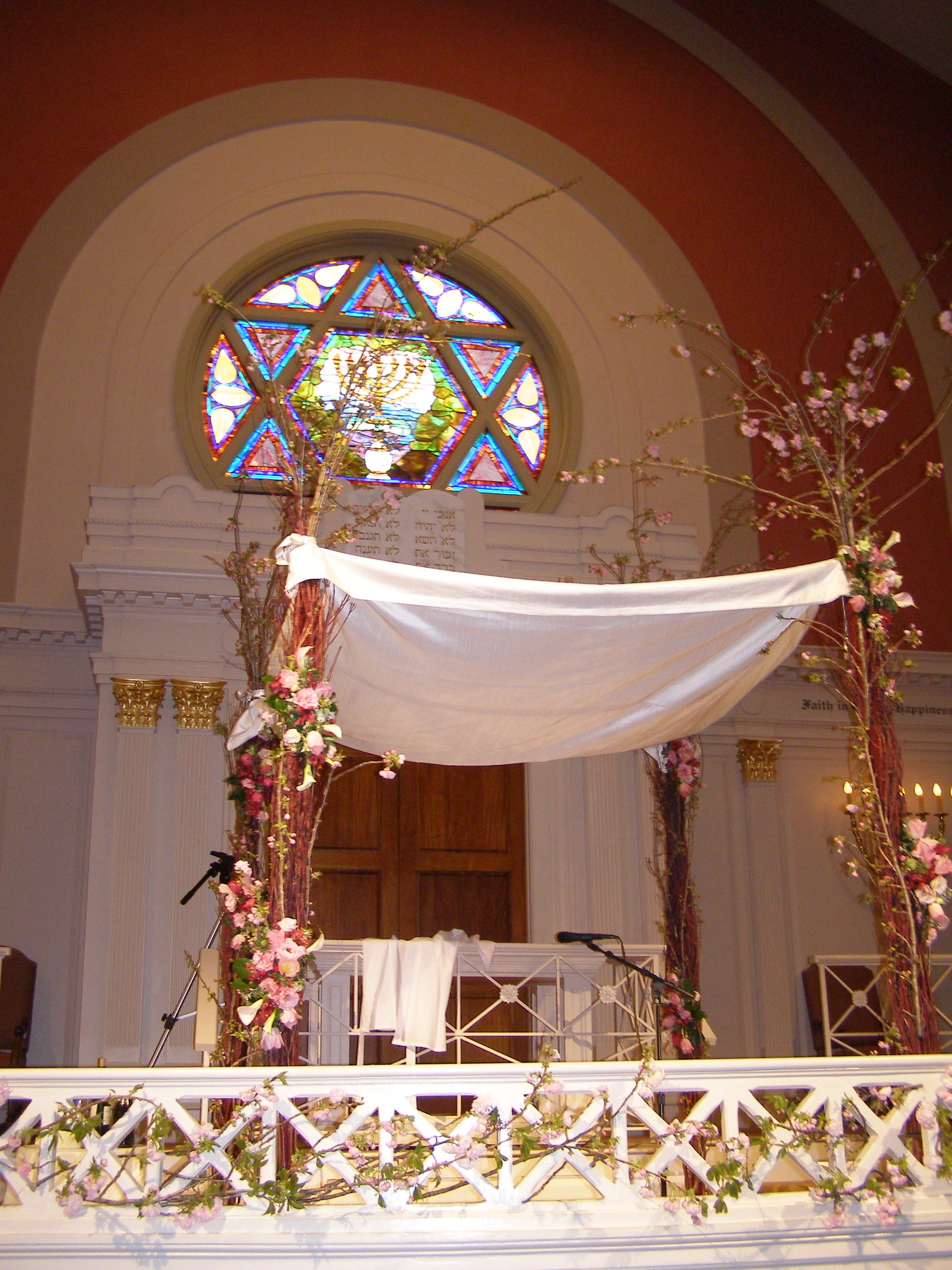
Huppa.

Chupa (pisana także huppa lub chuppa) – w tradycji żydowskiej baldachim, pod którym zawierany jest związek małżeński. Aszkenazyjczycy jako chupy używają zdobionej tkaniny rozpiętej na czterech słupkach, która jest stawiana na wolnym powietrzu przed synagogą. Często tkanina zdobiona jest wizerunkami gwiazd, co jest aluzją do licznego potomstwa. Sefardyjczycy zaś trzymają nad mającymi zawrzeć ślub tałes i czynią to z reguły w pomieszczeniu. Wejście oblubienicy pod chupę oznacza wejście do domu oblubieńca. Chupa to także nazwa drugiej części żydowskiej ceremonii ślubnej, w której powinno nastąpić owo wejście pod baldachim, obecnie jednak również pierwsza część zaślubin erusin odbywa się pod nim, a wprowadzenie oblubieńca (przez ojca i przyszłego teścia) i oblubienicy (matka i przyszła teściowa) ma miejsce przed ceremonią. 
Przyjaciel lub krewny nowożeńców sprowadzał na chupę błogosławieństwa. Trzymając w rękach kielich wina, po trzykroć zwracał się do „Wiekuistego Boga”, by poświęcił związek zawarty pod baldachimem.